# Max Gerl
Max Gerl (* 22. Februar 1995 in Dallas) ist ein amerikanischer Jazzmusiker (Bass, Komposition).

## Leben und Wirken
Gerl wuchs in einer Musikerfamilie in seiner Geburtsstadt auf; seine Eltern sind beide Berufsmusiker und spielen Bratsche. Er erlernte zunächst Klavier und Altsaxophon, wechselte mit elf Jahren unter dem Eindruck einer DVD von Led Zeppelin zum E-Bass, um mit 15 Jahren auch Kontrabass-Unterricht zu erhalten. Nach der Highschool studierte er am Berklee College of Music in Boston bei John Patitucci, Steve Bailey, James Genus, Victor Bailey, John Lockwood,  Bruce Gertz sowie Tia Fuller und Hal Crook, wo er 2017 mit Auszeichnung absolvierte.
Nach dem Studium zog Gerl zunächst nach New York City; von dort aus tourte er in den Vereinigten Staaten und Europa mit dem Pianisten Cameron Graves, an dessen Album Seven (2021) er mitwirkte. 2019 zog er nach Los Angeles; er arbeitete etwa mit Dan Kye, Makaya McCraven, James Francies, Stanley Clarke, Tia Fuller, Shaun Martin, Bernard Wright und Chris Cheek. Ende 2019 veröffentlichte er bei Dolfin Records sein Debütalbum Tbilisi mit Saxophonist Aaron Shaw, Pianist Paul Cornish und Schlagzeuger Mike Mitchell.  Mit Greg Speros Band Spirit Fingers legte er 2020 Peace vor. Sasha Berliner holte ihn in ihre Formation Tabula Rasa zum SWR New Jazz Meeting 2021.